# Carlos Torres (cyclisme)
Pour les articles homonymes, voir Carlos Torres et Torres.
Torres  Villarreal est un nom espagnol. Le premier nom de famille, en général paternel, est Torres ; le second, en général maternel, souvent omis, est Villarreal.
Carlos Torres Villarreal (né le 10 janvier 1993) est un coureur cycliste vénézuélien. Il a notamment remporté le Tour du Venezuela en 2017.

## Palmarès et résultats

### Palmarès par année
- 2014
  - 4e étape de la Vuelta a Paria
- 2016
  - 2e du championnat du Venezuela sur route
- 2017
  - 6e étape du Tour du Táchira
  - Classement général du Tour du Venezuela
- 2021
  - Tour du Zulia :
    - Classement général
    - 1re étape

  - 2e du Tour du Venezuela
- 2022
  - 3e étape du Tour du Zulia
  - Clásico Guasdualito :
    - Classement général
    - 2e étape
- 2023
  - Trans-Himalaya Cycling Race : 
    - Classement général
    - 1re étape

  - 2e de la Yulin Cycling Race Along The Yanhuang Highway
  - 3e de la Vuelta a Bramón

### Classements mondiaux
| Année                                 | 2015 | 2016 | 2017  | 2018  | 2019  | 2020 | 2021 | 2022  | 2023  |
| ------------------------------------- | ---- | ---- | ----- | ----- | ----- | ---- | ---- | ----- | ----- |
| Classement mondial                    |      | 973e | 2794e | 1095e | 3027e | nc   | nc   | 2288e | 1044e |
| UCI Asia Tour                         | nc   | nc   | nc    | 584e  |       |      |      |       |       |
| UCI America Tour                      | 447e | 86e  | 443e  | 85e   | 507e  | nc   | nc   | 370e  | nc    |
|                                       |      |      |       |       |       |      |      |       |       |
| Légende : nc = non classéSource : UCI |      |      |       |       |       |      |      |       |       |